# راسل میل
راسل مِیل (انگلیسی: Russell Mael؛ زادهٔ ۵ اکتبر ۱۹۴۸) خواننده-ترانه سرای اهل ایالات متحده آمریکا است که به همراه برادرش ران، گروه اسپارکس را تشکیل دادند. وی از سال ۱۹۶۸ میلادی تاکنون مشغول فعالیت بوده‌است.